# Lemniscomys linulus
Lemniscomys linulus is een knaagdier uit het geslacht Lemniscomys.

## Verspreiding
Deze soort komt voor in de savannes van Senegal en Ivoorkust. De soort komt mogelijk ook voor in Gambia en Ghana. Het is de enige West-Afrikaanse soort uit de L. griselda-groep, die ook de aalstreepgrasmuis (L. griselda), L. rosalia en L. roseveari omvat.
Zebragrasmuis (Lemniscomys barbarus) · Lemniscomys bellieri · Aalstreepgrasmuis (Lemniscomys griselda) · Lemniscomys hoogstraali · Lemniscomys linulus · Lemniscomys macculus · Lemniscomys mittendorfi · Lemniscomys rosalia · Lemniscomys roseveari · Gestreepte grasmuis (Lemniscomys striatus) · Lemniscomys zebra